# Ruisseau de Crabignan
Le ruisseau de Crabignan est un ruisseau du Sud-Ouest de la France.

## Géographie
Il naît de la réunion du ruisseau de l'École et du ruisseau de Cabère près du lieu-dit Basta sur la commune de Rimbez-et-Baudiets. Il se jette dans la Gueyze à la limite entre les Landes et le Lot-et-Garonne, à hauteur de Meylan sur la commune de Sos.

## Départements et principales villes traversés
- Landes : Rimbez-et-Baudiets
- Lot-et-Garonne : Sos

## Principaux affluents
- le ruisseau de l'École : 3,38 km
- le ruisseau de Cabère : 2,78 km